# Johannes Kunz (Politiker)
Johannes Kunz (* 20. August 1766 in Eschborn; † 3. Oktober 1835 ebenda) war ein deutscher Leinewebermeister und Mitglied des Nassauischen Landtags.

## Leben
Johannes Kunz war der Sohn des Leinewebermeisters Johann Kunz (1724–1777) und dessen Ehefrau Anna Margaretha Fritz (1726–1793).
Er übte wie sein Vater den Beruf des Leinewebermeisters aus und wurde in seinem Heimatort Schultheiß (Bürgermeister).
1818 erhielt er aus der Gruppe der Grundbesitzer ein Mandat für die Zweite Kammer des Nassauischen Landtags. Er blieb – 1829 nicht anwesend – bis 1832 in dem Parlament. 
Kunz brachte am 15. April 1822 einen eigenen Antrag in die Deputiertenkammer ein. Dabei ging es um die Errichtung eines nassauischen Grenzkontrollsystem.